# موسيقى صومالية

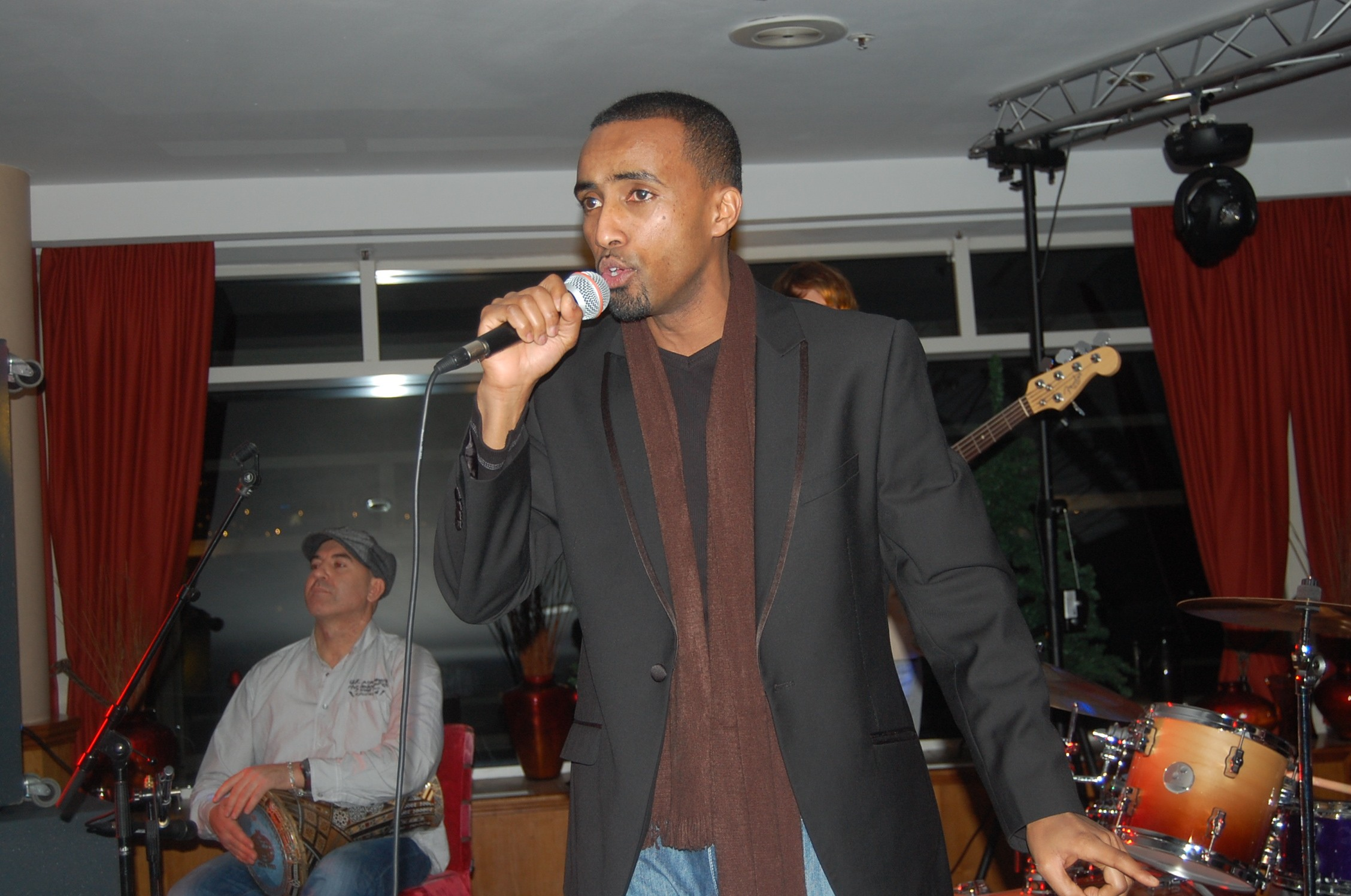
آر مانتا، المغني الصومالي.

تتميز الصومال بكونها واحدة من الدول الإفريقية المحدودة التي يتكون شعبها من مجموعة عرقية واحدة وهي الصوماليون مما كان له الأثر على توحيد اللون الموسيقي في شتى أرجاء البلاد وهو العامل الذي ساعد على انتشار فرق موسيقية صومالية تقدم الموسيقى التقليدية مثل فرقتي «وابيري» و«هورسيد» خارج الصومال، في حين قام بعض الملحنون والمطربون الصوماليون أمثال «مريم مرسل» بدمج الموسيقى الصومالية مع ألوان أخرى من الموسيقى الغربية مثل الروك والبوسا نوفا والهيب هوب والجاز.
الآن تعتبر تورونتو، حيث أكبر الجاليات الصومالية في الشتات، مركزا لصناعة الموسيقى الصومالية بدلا من مقديشيو والتي تمر بفترات طويلة من عدم الاستقرار، بالإضافة إلى مدن أخرى ظهرت فيها بوضوح الموسيقى الصومالية وشقت طريقها لإرضاء الأذواق العالمية مثل لندن ومينيابوليس وكولومبوس.